# Gastón Mazzacane
Gastón Hugo Mazzacane (La Plata, 8 maggio 1975) è un pilota automobilistico argentino.
Durante la sua carriera ha vinto il titolo di Formula 2000 italiana nel 1994 ed ha ottenuto diversi successi nei campionati nazionali di kart. Ha corso, grazie soprattutto alla sua dote di sponsor, anche in Formula 1 con Minardi e Prost tra il 2000 e il 2001, senza mai cogliere piazzamenti a punti.
Successivamente, ad eccezione di una stagione nelle Champ Car, si è dedicato soprattutto a gare con vetture turismo.

## Carriera

### Gli inizi
Figlio di Ugo Mazzacane, pilota di vetture turismo, Gastón nacque a La Plata l'8 maggio 1975. Fu proprio grazie al padre che sviluppò la passione per le corse e, grazie al sostegno finanziario della birra Quilmes, ebbe l'occasione di iniziare la propria carriera nel mondo dei kart. Nel 1989 concluse secondo nel campionato regionale, risultato che ripeté l'anno dopo a livello nazionale nella classe 125cc, categoria in cui si impose nel 1991.
Nel 1992 si dedicò alla guida di vetture turismo, terminando al quarto posto nel campionato argentino, per poi tornare alle monoposto nel 1993, anno in cui concluse secondo nel campionato di F3 sudamericana. I buoni risultati ottenuti fecero sì che il suo manager, Roberto Sjmanowicz, potesse mettersi in contatto con Ernesto Catella, che conosceva, per procurare un volante all'interno del team Rc Motorsport a Mazzacane e farlo debuttare in Formula 2000, in Italia. Già al debutto vinse il titolo, avendo occasione di disputare pure due gare di Formula 3 al posto di Giancarlo Fisichella, che si sarebbe poi laureato campione. Anche grazie alle pressioni degli sponsor paterni, a fine anno ebbe occasione di fare un test in Formula 3000, ma il suo manager Gianpaolo Matteucci lo convinse a non fare il salto di categoria. Mazzacane andò, però, incontro ad una stagione deludente, terminando diciassettesimo in classifica piloti.
Tuttavia, grazie ai suoi sponsor, ebbe occasione di debuttare in Formula 3000 nel 1996. Ottenne i suoi primi punti solo nel 1998 con due sesti posti. Nonostante ciò, per il 1999 si prospettò il suo debutto in Formula 1 con la Minardi, scuderia che lo assunse poi come tester. Corse poi alcune gare con vetture a ruote coperte in coppia con Giovanni Lavaggi e, nello stesso anno, si separò dal suo manager Matteucci che voleva convincerlo a correre in Champ Car.

### Formula 1
2000

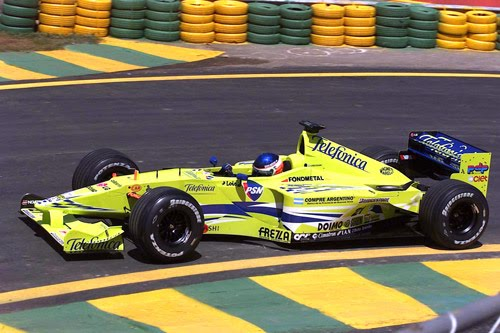
Mazzacane alla guida della Minardi M02 nel.

Nel febbraio 2000, dunque, la Minardi, grazie anche alla dote economica garantita dal suo sponsor principale, la pay tv PanAmerican Sports Network (PSN), lo promosse a pilota titolare al fianco di Marc Gené. Nonostante le critiche da vari esperti del settore, che contestavano la sua scarsa esperienza, Mazzacane si dichiarò fiducioso per la stagione a venire. Durante i test invernali però percorse appena seicento chilometri di prove, pur dichiarandosi soddisfatto dei risultati ottenuti e giudicando come in netta evoluzione la sua vettura rispetto alla versione dell'anno precedente.
Dopo essersi sempre qualificato all'ultimo posto, ad Imola per la prima volta riuscì a battere in qualifica il suo compagno di squadra, mentre al Gran Premio d'Europa terminò la gara all'ottavo posto, sotto la pioggia, marcando il suo miglior risultato in carriera. Ad Indianapolis riuscì poi momentaneamente ad issarsi al terzo posto, non avendo ancora cambiato le gomme da bagnato mentre la pista andava asciugandosi, e fu protagonista di un duello con Mika Häkkinen, salvo poi essere costretto al ritiro.
A fine anno però gli scarsi risultati ottenuti, soprattutto in qualifica, attirarono su di lui diverse critiche da parte degli addetti ai lavori, che lo giudicavano inadeguato per la massima serie automobilistica. Nel complesso tuttavia si era dimostrato un pilota affidabile, avendo terminato le gare abbastanza regolarmente, con soli 5 ritiri su 17 GP e commettendo pochissimi errori. Mazzacane dichiarò che avrebbe voluto rimanere comunque in Minardi: per farlo il suo sponsor tentò di acquistare una rilevante quota della squadra faentina, ma la trattativa fallì e l'argentino si ritrovò senza un volante.
2001
L'anno successivo, dopo aver fatto un test con la Arrows a Silverstone, venne assunto dalla Prost, che era alla ricerca di un pilota pagante per ripianare almeno in parte gli ormai ingenti debiti della squadra. Il titolare del team, Alain Prost, fece però inserire nel contratto anche una clausola che prevedeva la possibilità di licenziarlo nel caso in cui le sue prestazioni non fossero state all'altezza delle aspettative. Infatti dopo appena quattro Gran Premi Mazzacane venne appiedato e sostituito da Luciano Burti, restando nel team solo come collaudatore.

All'inizio del 2002, poi, il pilota argentino si accordò con il team Phoenix Finance, compagnia bancaria britannica che aveva acquistato ciò che rimaneva della Prost, nel frattempo fallita, e i motori con cui la Arrows aveva corso la stagione 1999, con l'intento di entrare in Formula 1. La FIA, però, non accettò mai la richiesta della Phoenix, segnando contestualmente la fine della carriera di Mazzacane nella massima serie del pilota argentino.

#### Risultati completi
| 2000 | Scuderia | Vettura |     |    |    |    |    |   |     |    |     |    |    |     |    |    |     |    |    | Punti | Pos. |
| ---- | -------- | ------- | --- | -- | -- | -- | -- | - | --- | -- | --- | -- | -- | --- | -- | -- | --- | -- | -- | ----- | ---- |
| 2000 | Minardi  | M02     | Rit | 10 | 13 | 15 | 15 | 8 | Rit | 12 | Rit | 12 | 11 | Rit | 17 | 10 | Rit | 15 | 13 | 0     | 21º  |

| 2001 | Scuderia | Vettura |     |    |     |     |  |  |  |  |  |  |  |  |  |  |  |  |  | Punti | Pos. |
| ---- | -------- | ------- | --- | -- | --- | --- |  |  |  |  |  |  |  |  |  |  |  |  |  | ----- | ---- |
| 2001 | Prost    | AP04    | Rit | 12 | Rit | Rit |  |  |  |  |  |  |  |  |  |  |  |  |  | 0     | 25º  |

| Legenda | 1º posto     | 2º posto | 3º posto    | A punti         | Senza punti/Non class.  | Grassetto – Pole position Corsivo – Giro più veloce |
| Legenda | Squalificato | Ritirato | Non partito | Non qualificato | Solo prove/Terzo pilota | Grassetto – Pole position Corsivo – Giro più veloce |

### Dopo la Formula 1
Senza possibilità di continuare a correre nella massima serie automobilistica, Mazzacane decise di tornare in America. Dopo essere rimasto inattivo per circa due anni, nel 2004 si trasferì negli Stati Uniti per correre nella Champ Car. Vi rimase per una sola stagione, ottenendo come miglior risultato un 6º posto a Toronto e chiudendo il campionato in diciassettesima posizione.
Successivamente corse nel Campionato Stock Car brasiliano e, nel 2008, prese parte alla Fórmula Truck, un campionato per camion. Lo stesso anno partecipò anche al Campionato FIA GT con una Ferrari 550 GT1 del team ACA Argentina. In seguito ha preso parte soprattutto a gare con vetture a ruote coperte, concentrandosi soprattutto sulla Turismo Carretera.